# 이덕형 (문익공)
이덕형(李德馨, 1561년 2월 12일~1613년 10월 9일)은 조선의 중, 후기의 문신이다.
본관은 광주이며, 이극균의 현손이다. 자는 명보(明甫), 호는 한음(漢陰)·쌍송(雙松)·포옹산인(抱雍散人)이다. 이항복하고 함께 '오성과 한음'에서 한음대감으로 유명하다. 선조하고 광해군 때 영의정(국무총리)을 역임하였다. 1608년(광해군 즉위) 정운원종공신 1등(定運功臣一等)에 책록되고, 1612년 한원부원군(漢原府院君)에 봉해졌으며 1614년(광해군 6년) 8월 27일 위성원종공신 1등(衛聖原從功臣)에 책록되었다. 시호는 문익(文翼)이다. 윤우신(尹又新)의 문인이다.

## 생애

### 출생과 유년기

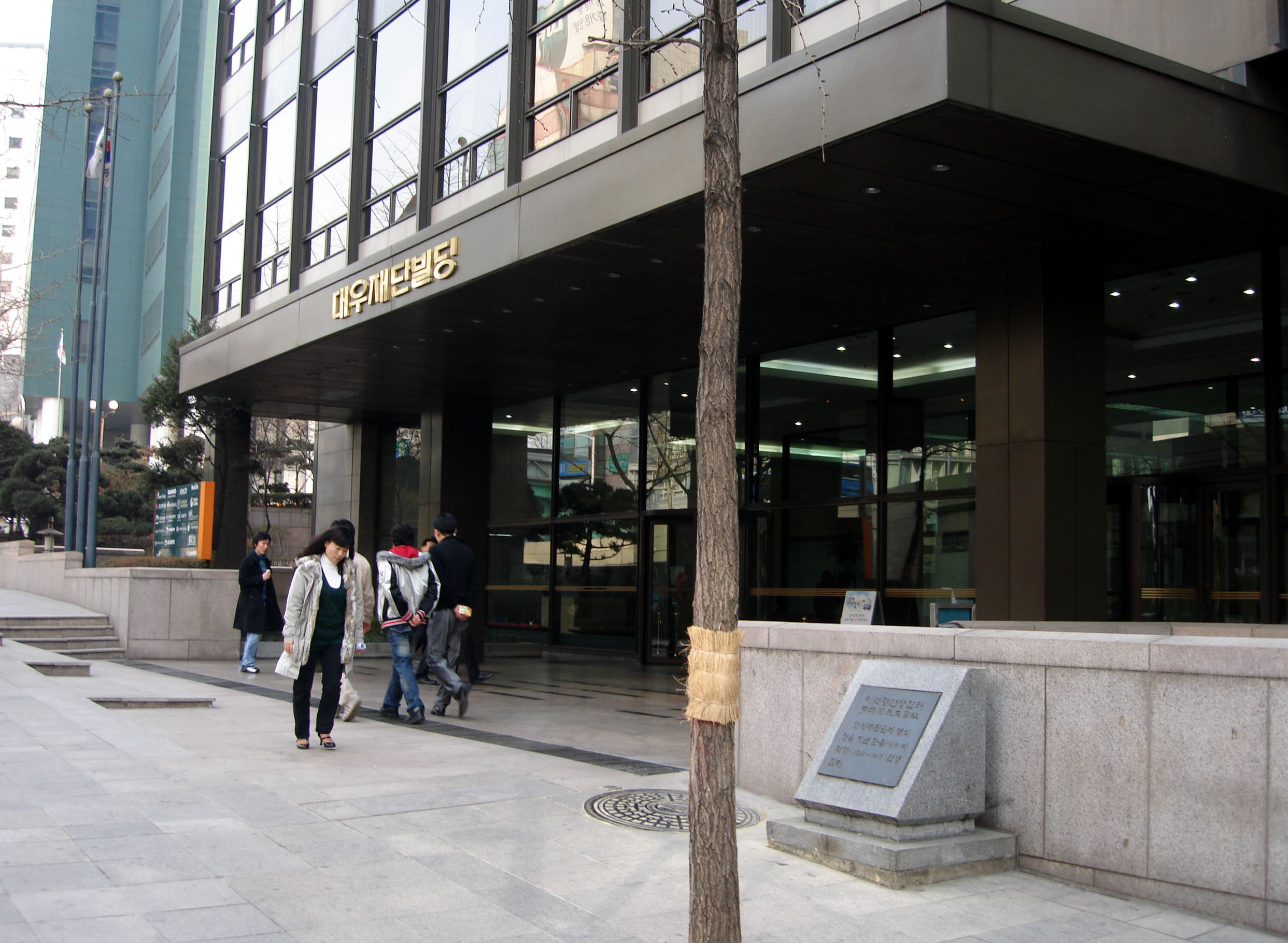
서울 중구에 있는 이덕형의 옛 집터

이덕형은 1561년 한성부 남부 성명방(誠明坊 : 지금의 남대문과 필동의 사이)에서 아버지 이민성(李民聖)과 영의정 유전(柳㙉)의 누이동생인 어머니 유씨(柳氏) 사이에서 외동아들로 태어났다. 두뇌가 영특하여 소년 시절에 벌써 글 잘하고 얌전하기로 이름났고 그를 만나본 사람들은 그의 뛰어난 문장과 인품에 감동받았다고 한다. 14세 때에 영의정으로 있던 외숙부 유전의 집이 있는 경기도 포천의 외가로 가서 지냈는데, 당대의 글 잘하기로 이름 높던 양사언·양사준(楊士俊)·양사기(楊士奇) 형제들과 어울렸다. 그밖에도 어려서 만난 이항복과도 오래 교류하였다.
일찍이 윤우신(尹又新)의 문하에서 학문을 수학하였으며, 이때 만난 이귀와 절친이 되어 오래 교류하였다.

### 청년기
어렸을 때부터 문학 실력이 뛰어났다. 이후 당시 명망있던 문신 겸 서예가, 학자인 이산해의 둘째 딸이자 이지함의 종손녀인 이씨와 결혼하였다. 뒤에 그는 가문을 따라 남인이 되었고, 장인 이산해와 처남 이경전(李慶全) 등은 북인이 되었지만 그가 이산해의 사위인 덕에 화를 모면했다. 실록에 의하면 그가 '이산해의 사위가 되었으므로 화패(禍敗)를 면할 수 있었다.'고 한다. 이때 토정비결로 유명한 이지함(이산해의 작은아버지)이 이덕형의 인물됨을 알아보고 사윗감으로 추천하였다고 전해진다. 그는 어려운 처지에 있던 친구들을 도왔으며, 비단옷을 입지 않고, 기름진 음식을 먹지 않았다 한다.

### 관료 생활 초반
1580년(선조 14년) 약관 20세 때 문과 별시에 을과 1위(전체 2위)로 급제하였다. 이어 승문원에 보직되고 대제학인 율곡 이이에게 발탁되어 홍문관정자(正字)가 되었다. 이때 25세인 백사 이항복도 문과에 급제하고 이덕형의 집안 형님인 이정립도 문과에 급제하여, 당대의‘세 이씨’가 바로 그들이었다고 한다. 과거 합격 동기로 급제한 이 세 사람은 뒤에 율곡 이이의 추천으로 나란히 호당(湖堂)에 들어가 사가독서를 한 뒤 함께 옥당인 홍문관의 직책에 배치되어 벼슬길에 오르게 된다.
그 뒤 이덕형은 박사(博士)가 되고 수찬(修撰)과 교리(校理),이조정랑 등을 역임하고 1590년 당상관에 올라 동부승지, 대사간, 부제학, 대사성, 이조참의를 지냈다. 1591년 31세에 예조참판(禮曹參判)으로서 조선시대 최연소의 나이로 대제학이 되었다. 겐소, 다이라 등 일본인들로부터 존경을 많이 받았다고 한다.
1591년 8월 그의 처남 이경전이 사가독서에 선발되지 않았으므로 장인 이산해가 크게 노하였는데, 이때 장인 이산해의 부탁을 받고 다시 아뢰게 하여 이경전이 마침내 사가독서에 선발되었다.

### 임진왜란 전후
1592년(선조 25년) 사헌부대사헌의 직책으로 있을 때 일본의 침략으로 임진왜란이 일어나자 이덕형은 좌의정으로 있던 류성룡, 도승지 이항복과 함께 전략을 세우고 지혜를 짜내 국가적 위기를 극복하려는 노력을 기울였으며, 중추부동지사(中樞府同知事)로서 일본 사신 겐소(玄蘇)과 화의 교섭을 했으나 실패, 결렬되었다. 그 후 청원사(請援使)가 되어 명나라로 가서 원군을 요청하여 성공하였다. 임진왜란 중 1593년 제독 접반사(提督接伴使)가 되어 이여송을 수행하였고, 이후 형조판서, 병조판서, 이조판서, 공조판서, 우참찬, 우찬성을 지냈으며 특히 이항복과 교대로 병조판서를 역임하며 군사정책을 수행하였다.
1597년 정유재란이 일어나자 서울 방어를 강화하였으며, 1598년 4월 38세의 젊은 나이에 의정부 우의정으로 승진하였고 이어 좌의정이 되었다. 그러나 임진왜란 중 미처 피난하지 못한 그의 아내 한산 이씨는 왜군에 포로로 사로잡혔고, 왜군에게 능욕당하지 않기 위해 자결하였다.

### 전란 종결 이후
1599년(선조 32년) 윤 4월 9일 중국 명나라의 장수 유제독(劉提督) 휘하의 항왜가 독약을 잘 만들자, 이덕형은 사사로운 목적으로 도감의 초료를 내서 항왜 사야여문(使也汝文) 등에게 주어 항왜를 꾀어내게 하였다. 그런데 그 항왜가 황해도 평산군에 이르러 달아나자 제독이 크게 노하여 국왕에게 글을 보내 끝까지 추적하여 잡게 하였기 때문에 부득이 선전관 이괄을 보내 계략으로 잡아 참수하게 하고 그 머리를 보내었다.
이때 명나라에서 투항한 항왜를 죽였다는 이유로 외교적인 문제를 일으켰으나 겨우 무마되었다. 1599년 겸문학(兼文學), 그해 12월 의정부좌의정이 되었으며, 1600년 1월 행 지중추부사(行知中樞府事)를 거쳐 다시 의정부좌의정이 되고 곧 도원수를 겸하였으며, 1602년 3월 영의정이 되었다. 1601년 경상도, 전라도, 충청도, 강원도의 4도도체찰사(四道都體察使)가 되어 전쟁 종결 후의 군대 정비 및 민심 수습에 부단히 노력하였다. 1604년 임진왜란 중의 공신을 책봉할 때 호성공신, 선무공신에 모두 추천되었으나 상소를 올려 극력 사양하였다. 1606년 영중추부사를 거쳐 1608년 6월 진주사로 명나라를 다녀오고 1608년(광해군 즉위) 유영경의 옥사 직후 정운원종공신 1등(定運功臣一等)에 책록되었다. 1609년 10월 다시 영의정이 되었다. 명나라에서 임해군의 존재와 영창대군의 존재를 이유로 들어 광해군을 적통을 이어받은 왕으로 인정하지 않자 그는 스스로 진주사(陳奏使)가 되어 명나라에 가서 설득하고 되돌아왔다. 1611년 8월 좌의정, 1612년 11월 영의정이 되었다.

### 광해군 정권과 갈등 후 은퇴
1612년(광해군 4년) 광해군에 의해 공신에 녹훈되고 한원부원군(漢原府院君)에 책봉되었다. 그러나 북인 유영경(柳永慶) 등의 반대로 공신록에서 삭제되었다.
1613년 6월 영창대군과 인목대비 폐모론을 강하게 반대하다가 대북파의 탄핵에 몰렸으며, 병을 얻어 경기도 양근(楊根)으로 물러났다. 그의 일족인 이이첨이 대북의 영수로써 인목대비의 폐모와 영창대군의 사형을 강력하게 주장하여 서로 반목하는 사이가 되었다. 1613년(광해 5) 9월 다시 이항복과 함께 인목대비 폐비를 반대하였으나 결국, 북인의 탄핵을 받았다.
이후 영창대군의 처형을 반대하는 상소와 함께 병을 이유로 의정부영의정을 사직하는 상소를 올렸으나 허락되지 않았으며, 모든 관직이 삭탈되었다. 그는 용진(龍津)으로 내려갔다. 1613년 10월 사저가 있던 당시의 경기도 광주부(지금의 남양주시 조안면 송촌리 사제(莎堤) 마을)에서 병으로 세상을 떠났으나, 곧 복권되었다. 그가 죽자 광해군은 그를 즉시 복관시켰다.

### 사후
1614년(광해군 6년) 8월 27일 위성원종공신 1등(衛聖原從功臣)에 책록되었다. 1623년 인조 반정 뒤에도 불이익이나 추탈을 당하지 않았다.
경기도 포천시에 위치한 용연서원(龍淵書院)에 제향되었다. 용연서원은 조선 1691년(숙종 17)에 건립된 한음 이덕형(李德馨, 1561~1613)선생과 용주 조경(趙絅, 1586~1669)선생을 배향한 서원이다. 1692년(숙종 18) 서원 부근의 연못 이름을 따서 '용연(龍淵)'으로 사액(賜額)을 받았으며, 임진왜란 당시 이덕형이 세운 공로가 인정되어 흥선대원군의 서원철폐령에도 훼철되지 않았다. 1976년 8월 27일 경기도의 유형문화재 제70호로 지정되었다.
《한음이덕형선생묘및신도비》는 현재 경기도 양평군 양서면 목왕리 산82번지에 있다. 부인 한산 이씨와의 합장묘이며, 화강암 석재를 이용하여 봉분 아랫부분에 둘레석을 둘렀다. 묘 앞에는 묘비·상석·향로석이 있고, 묘비를 중심으로 좌우에는 멀리서도 무덤이 있음을 알려주는 망주석이 있다. 그리고 상석을 중심으로 좌우에는 동자상과 문인석이 1쌍씩 있다. 묘역 아래 300m 지점에 신도비(神道碑:왕이나 고관 등의 평생 업적을 기리기 위해 무덤 근처 길가에 세우던 비)가 있는데, 효종 4년(1653)에 세운 것으로 비문은 조경(趙絅)이 지은 것이다. 1985년 9월 20일 경기도의 기념물 제89호로 지정되었다. 1759년(영조 35) 김재로(金在魯)의 상소로 불천지위가 되었다.

## 가족
조선 성종 때 정승을 지낸 이인손(李仁孫)·이극균(李克均) 부자가 이덕형의 선조이며, 이인손의 아들 이극균은 이덕형의 5대조가 된다.
당시 광해군 조정의 실력자이자 인목왕후 폐모론과 영창대군의 사형을 주장하던 이이첨은 그의 친족으로, 이덕형은 이극균의 5대손이고, 이이첨은 이극돈의 5대손이었다. 이덕형의 5대조 이극균은 이극돈의 동생으로, 이들 형제는 각각 이인손의 넷째 아들과 다섯째 아들이었다.
- 증조부 : 이수충(李守忠)
  - 할아버지 : 이진경(李振慶)
    - 아버지 : 이민성(李民聖) - 지중추부사(知中樞府事)
    - 어머니 : 문화 류씨(文化柳氏), 류예선(柳禮善)의 딸
    - 처부 : 이산해(李山海)
      - 배우자 : 한산 이씨
        - 장남 : 판결사 이여규(李如圭)
        - 차남 : 현감 이여벽(李如璧)
        - 삼남 : 관찰사 이여황(李如璜, 1590 ~ 1632)
        - 장녀 : 정기숭(鄭基崇)의 처

  - 외조부 : 류예선
  - 외조모 : 양세보(楊世輔)의 딸
    - 외삼촌 : 류전-영의정
      - 외사촌 : 류희서-임해군 의해 살해

## 평가
광해군의 패륜정치에 항의하다가 경기도 양주목 노원(蘆原:지금의 서울특별시 노원구)으로 은퇴해 있던 이항복은 이덕형의 부음을 듣고 곧바로 이덕형의 사저로 찾아가 유가족들과 함께 곡을 하고 그의 시신을 염습해주고 돌아갔다고 한다. 어려운 일에 처해 죽음에 이르는 날까지 그들은 우정을 지켰으며, 이항복은 무덤 속에 넣는 이덕형의 묘지명(墓誌銘)을 직접 지어 그의 높은 학덕을 제대로 평가하기도 했다.

## 기타
그와 비슷한 시대에 5년 연하인 동명이인 죽천 이덕형(李德泂)이 존재하였다. 동명이인 이덕형은 한산 이씨로, 한음 이덕형의 장인 이산해의 12촌 되는 이용의 손자뻘이 된다. 한음의 장인 이산해는 목은 이색의 아들 이종선의 6대손이고, 동명이인 이덕형은 이색의 다른 아들 이종학의 8대손이다.

## 저서
- 《한음문고》(漢陰文稿)

## 관련 드라마
- 《임진왜란》(MBC, 1985년~1986년, 배우 : 이영후)
- 《서궁》(KBS 2TV, 1995년, 배우 : 김시원)
- 《천둥소리》(KBS 2TV, 2000년~2001년, 배우 : 김경하)
- 《왕의 여자》(SBS, 2003년~2004년, 배우 : 김호영)
- 《불멸의 이순신》 (KBS1, 2004년~2005년, 배우 : 최재원, 황준욱)
- 《징비록》(KBS1, 2015년, 배우 : 남성진)
- 《화정》(MBC, 2015년, 배우 : 이성민)

## 같이 보기
| - 임진왜란 - 인조반정 - 이항복 - 영창대군 - 인목대비 - 권율 - 이준경 | - 이괄의 난 - 이괄 - 이원익 - 이인손 - 이극감 - 이극돈 - 포천 용연서원 |

| 전임 김수 | 제319대 한성부판윤 1592년 음력 12월 18일 ~ ? | 후임 한준 |

| 전임 유근 | 제322대 한성부판윤 1593년 음력 4월 25일 ~ ? | 후임 유근 |